# Suiticide
Suiticide is het debuutalbum van de Amerikaanse punkband Pour Habit. Het cd-album werd oorspronkelijk uitgegeven op 20 april 2007 onder eigen beheer, maar werd op 26 mei 2009 heruitgegeven via het platenlabel Fat Wreck Chords nadat Fat Mike, de eigenaar van het label, naar het album had geluisterd en Pour Habit enkele keren als supportband voor zijn eigen band NOFX had zien optreden.

## Nummers
1. "Institution" - 2:12
2. "Light the Torch" - 1:55
3. "Against Me" - 1:50
4. "Resignation" - 1:58
5. "Misfigured" - 1:53
6. "Bad Luck Drunk" - 1:35
7. "Evolution" - 2:01
8. "Hell Bent" - 2:34
9. "Zion" - 3:50
10. "Real Eyes" - 1:47
11. "Suiticide" - 2:57

## Band
- Steve Williams - basgitaar
- Colin Walsh - drums
- Eric Walsh - gitaar
- Charles Green - zang, slaggitaar